# Kévin Denkey
Ahoueke Steeve Kévin Denkey (Lomé, 30 november 2000) is een Togolees voetballer die vanaf januari 2025 uitkomt voor het Amerikaanse FC Cincinnati in de MLS-competitie. Daarvoor speelde de centrumspits vier seizoenen bij Cercle Brugge. In 2018 debuteerde Denkey in het Togolees nationaal voetbalelftal.

## Clubcarrière
Denkey is een jeugdproduct van Nîmes Olympique. Hij stroomde in het seizoen 2016/17 door naar Nîmes Olympique B, het reservenelftal van Nîmes Olympique in de CFA2. In 2018 promoveerde hij met Nîmes B naar de Championnat National 2. Op 13 januari 2017 maakte hij zijn officiële debuut in het eerste elftal van de club: in de competitiewedstrijd tegen Le Havre AC viel hij in de blessuretijd in voor Slimane Sissoko. Nadat hij in het seizoen 2017/18 niet aan spelen toekwam bij het eerste elftal, werd hij in januari 2019 tot het einde van het seizoen uitgeleend aan AS Béziers.
Toen Denkey in de zomer van 2019 terug naar Nîmes keerde, was de club naar de Ligue 1 gepromoveerd. Anderhalf seizoen en vier competitiegoals later verhuisde hij naar de Belgische eersteklasser Cercle Brugge, waar hij een contract van drieeënhalf jaar ondertekende. Eerder dat seizoen stond hij op de radar van stadsgenoot Club Brugge, net als op die van Schalke 04.
Bij zijn zevende invalbeurt in de competitie scoorde hij tegen Royal Excel Moeskroen zijn eerste competitiegoal voor Cercle Brugge. Eerder had hij ook al in de Beker van België gescoord tegen KV Oostende. Een week later legde hij in de competitiewedstrijd tegen Waasland-Beveren de 2-0-eindscore vast. Denkey klokte in zijn eerste halve seizoen bij Cercle Brugge uiteindelijk af op drie goals.
In de jaren daarop groeide Denkey uit tot een veelscorende spits bij Cercle. In het seizoen 2023/24 werd hij topscorer in de Pro League met 27 doelpunten in 36 wedstrijden, waarvoor hij op 13 mei 2024 beloond werd met het winnen van de Ebbenhouten Schoen. De vereniging haalde dat seizoen voor het eerst sinds 2010 Europees voetbal.
De verhoopte transfer in de zomer van 2024 kwam er niet en ook in het seizoen 2024/5 bleef Denkey een scoremachine, met een hattrick in de Europese wedstrijd tegen FC St. Gallen als uitschieter. Op 21 november 2024 werd hij alsnog getransfereerd naar FC Cincinnati uit de Noord-Amerikaanse MLS League. De Togolees tekende er een vierjarig contract, met optie op een extra seizoen. Met een toptransferbedrag van circa 16,5 miljoen euro werd de spits op dat moment de duurste uitgaande transfer ooit voor Cercle Brugge en ook de duurste inkomende transfer ooit in de MLS. Hij bleef nog enkele weken in België spelen en ook op 15 december wist de spits nog een laatste keer te scoren in zijn afscheidswedstrijd voor Cercle. De eindstand was 1-1 tegen KAA Gent. In zijn 152 wedstrijden voor de West-Vlaamse vereniging scoorde de Togolees 66 doelpunten en gaf hij 21 assists.

## Clubstatistieken
| Seizoen         | Club            | Land               | Competitie         | Competitie | Competitie | Beker | Beker | Europees | Europees | Totaal | Totaal |
| Seizoen         | Club            | Land               | Competitie         | Wed.       | Dlp.       | Wed.  | Dlp.  | Wed.     | Dlp.     | Wed.   | Dlp.   |
| --------------- | --------------- | ------------------ | ------------------ | ---------- | ---------- | ----- | ----- | -------- | -------- | ------ | ------ |
| 2016/17         | Nîmes Olympique | Vlag van Frankrijk | Ligue 2            | 1          | 0          | 0     | 0     | ―        | ―        | 1      | 0      |
| 2017/18         | Nîmes Olympique | Vlag van Frankrijk | Ligue 2            | 0          | 0          | 0     | 0     | ―        | ―        | 0      | 0      |
| 2018/19         | → AS Béziers    | Vlag van Frankrijk | Ligue 2            | 11         | 1          | 0     | 0     | ―        | ―        | 11     | 1      |
| 2019/20         | Nîmes Olympique | Vlag van Frankrijk | Ligue 1            | 17         | 3          | 2     | 0     | ―        | ―        | 19     | 3      |
| 2020/21         | Nîmes Olympique | Vlag van Frankrijk | Ligue 1            | 10         | 1          | 0     | 0     | ―        | ―        | 10     | 1      |
| 2020/21         | Cercle Brugge   | Vlag van België    | Jupiler Pro League | 13         | 2          | 3     | 1     | ―        | ―        | 16     | 3      |
| 2021/22         | Cercle Brugge   | Vlag van België    | Jupiler Pro League | 28         | 6          | 1     | 1     | ―        | ―        | 29     | 7      |
| 2022/23         | Cercle Brugge   | Vlag van België    | Jupiler Pro League | 38         | 11         | 2     | 2     | ―        | ―        | 40     | 13     |
| 2023/24         | Cercle Brugge   | Vlag van België    | Jupiler Pro League | 38         | 27         | 1     | 1     | ―        | ―        | 38     | 28     |
| 2024/25         | Cercle Brugge   | Vlag van België    | Jupiler Pro League | 13         | 7          | 1     | 0     | 9        | 4        | 23     | 11     |
| Carrière totaal | Carrière totaal | Carrière totaal    | Carrière totaal    | 169        | 58         | 10    | 5     | 9        | 4        | 187    | 67     |

Bijgewerkt op 11 november 2024.

## Interlandcarrière
Denkey debuteerde op 9 september 2018 voor Togo in de Afrika Cup-kwalificatiewedstrijd tegen Benin.